# スプリングフィールド原子力発電所
スプリングフィールド原子力発電所(Springfield Nuclear Power Plant)は、アメリカ合衆国のテレビアニメシリーズ『ザ・シンプソンズ』に登場する架空の原子力発電所である。

## 概要
この発電所の核であるSlow-Fission Reactorの動作が悪く、メンテナンスもあまりなされていないのは、Fissionator 1952 Slow-Fission Reactorが342以上の違反をなし、発電所を止めるだけでも5600万ドルかかると考えたバーンズの無関心によるところが大きい。一度ドイツの企業に買収されたが、一般的な安全基準値に改善するためには莫大なコストが掛かる事と判明し、バーンズの狡猾な交渉によって買収額の半値で売却させられている。
そのためか、メルトダウン未遂になったことが何度かある。また、建物の底に光るネズミがいたり、本来蒸気しか出さないはずの冷却塔から放射性物質を含んだ緑色の煙やガスが漏れ出ていたり、その冷却塔に入っていたひびに従業員がガムを詰めて直したり、パイプやドラム缶から放射性廃棄物が垂れ流されていたり、放射性廃棄物が子供の遊び場に置かれていたり、プルトニウムが文鎮代わりに使われていたり、発電所境界の放射線量がガイガー＝ミュラー計数管が危険だと示すレベルに達していたり、発電所の土地に人骨が埋まっていたり、警報装置が作動しても従業員が何の行動も取らななかったり、放射能によって三つ目の魚や巨大クモといった突然変異体が発生したりと、安全管理は極めてずさんなものである。ある回では非常口が実際のものではなく絵に書いてあっただけだったことも判明した。
また、オープニングにおいてホーマーが作業着の背中についた光るプルトニウムの延べ棒を道路に捨てているという場面がある。
そのホーマーも『ホーマー辞典』(原題：Homer Defined）や『キングサイズのホーマー』(原題：King-Size Homer）といった回では3度も原発事故を回避し、己の武勇を見せた。
スプリングフィールド原子力発電所の外観や不品行は、しばしばマット・グレイニングの故郷であるオレゴン州ポートランドにあるトロージャン原子力発電所かワシントン州南東部にあるハンフォード・サイトを基にしたのではないかとうわさされるが、グレイニングの広報担当者であるアントニア・カフマンはグレイニングがこのようなうわさを否定し、実在の原子力発電所を基にしていないと話している。
なお、トロージャン原子力発電所は1976年に操業を開始したが、設備と点検が貧弱であり蒸気発生装置が漏洩を起こしたため1993年に閉鎖。ただし、発電所からの移転はあった。2006年5月21日には冷却塔が取り壊された。

## 経営者・主要従業員
チャールズ・モンゴメリ・バーンズ
この原子力発電所のCEO。
ウェイロン・スミサーズ
バーンズの秘書であり、事実上の原発管理者。ただし、バーンズを怒らせないようにしていることが多い。
同性愛者でもあり、上司であるバーンズを想っているが、本人に気付かれたことがない。よく月間最優秀従業員賞をとるが、ホーマーが一度メルトダウンを防いだ際は、彼に月間最優秀従業員賞を取られた。
ホーマー・シンプソン
第一子バートをもうけたときからセクター7-Gの安全検査官として働いている人物。
T-437 Safety Command Consoleの前に座って作業していることが多いが、操作の仕方をわかっておらず、たいていいびきをかいて寝ているかドーナツを食べているかのどちらかの行動をとっている。ある回ではボタンをいい加減に押し、またある回では操作盤のレバーにレンガをくくりつけたこともあった。
第1シーズンにおいて、社会科見学に来ていたバートに向かって手を振った際、誤って乗っていた電気カートを蒸気パイプにぶつけてしまい、この発電所の技術管理者の職を失ってしまう（その回のうちにバーンズに安全検査官の職に任命された）。ホーマーは何か気を引くものがあるとその場を離れてしまうが、何かいわない限り、上司に気づかれることはなかった。（ただし「I can't go back - "not the way I quit". 」と発言した回があった）
スミサーズは『ダメパパ、ヒーローになる』(原題：See Homer Run)で、ホーマーがホームレスに仕事を任せていたことがあったと発言した。バーンズも休憩時間を切り詰めなければならなくなったとき、ホーマーの代わりに働いたことがあった。また、別の回では絶滅危惧種であるマナティに仕事をさせ、そのマナティを脱水症状に陥らせたことがある。この原発どころか町全体が最低1回以上はホーマーのせいで危機にさらされたことがあったというのに、ホーマーは現在も職についている。
ホーマーの仕事に関する描写は回を追うごとに変わってきている。初期は仕事への責任感と野心がホーマーからあふれてはいたが、「ホーマーは二度越す」(原題:You Only Move Twice)という回ではバーンズとスミサーズの次に偉い人という描写になってきており、また別の回では組織図においてInanimate Carbon Rodの下にあって、入門レベルの時期がもっとも長い人物という描写がなされていた。
ホーマーは仕事中の不注意やばかげた行為でよく知られている。しかし、ほかの従業員も炉心溶融がおきたことを示すサイレンが鳴ってもただの火災訓練だろうがお構いなしにパニックに陥ったり、働きもせずに闘鶏やチェスに興じていたり、いすを次々に倒したり、酒を大量に飲んだり、机にうつぶせて泣いたり、昼寝の時間を設けたり、緊急時にとるべき行動を書いたポスターを見舞い用のカードを作るためにはがしたりと、ろくでもないことをする者が多い。
カナリア・M・バーンズを籠から出した後、ホーマーがこの原子力発電所の法律上の所有者になったが、すぐにやめさせられた。

### 関係者
CrusherとLowBlow
雇われチンピラ。
Eugene Fisk
ホーマーの上司。かつては彼の助手だった。